# شلدون اچ. هریس
شلدون هاوارد هریس (انگلیسی: Sheldon H. Harris; ۲۲ اوت ۱۹۲۸ – ۳۱ اوت ۲۰۰۲)  مورخ و استاد بازنشستۀ تاریخ در دانشگاه ایالتی کالیفرنیا در نورتریج بود.

## زندگی‌نامه
هریس در بروکلین به دنیا آمد. استاد تاریخ دانشگاه ایالتی کالیفرنیا در نورتریج، در سال ۱۹۸۴ وارد تحقیقات در مورد آزمایش‌های جنگ بیولوژیکی ژاپن در منچوری گردید. تحقیقات او، منجر به ارائه چند مدرک به کنفرانس‌های بین‌المللی در مورد علم و اصول اخلاقی شد و تعدادی مقالات پژوهشی منتشر کرد که علاقه قابل توجهی از افراد را در ایالات متحده، اروپا، ژاپن و چین به خود جلب گرد. او شش کتاب و ده‌ها مقاله منتشر کرد. در سال ۱۹۹۴، او کتاب کارخانه‌های مرگ: جنگ بیولوژیک ژاپن،  ۱۹۳۲ تا ۱۹۴۵ و لاپوشانی آمریکا را چاپ کرد.
او دانش آموختهٔ کالج بروکلین، دانشگاه هاروارد، و دانشگاه کلمبیا بود.